# Quart
Quart, förkortat qt, är ett engelskt volymmått med flera olika definitioner:
- amerikanskt vätskemått: = 0,946352946 liter.
- amerikanskt rymdmått: = 1,101220 liter.
- imperialrymdmått: = 1,1365225 liter.

Alla quart är här lika med en kvarts gallon, 2 pint. Den är uppdelad i två pints eller (i USA) fyra cups (koppar). Historiskt sett har den exakta storleken på quart varierat med de olika värdena på gallon över tiden och med hänvisning till olika varor.
Quarter, förkortat qr, är
- ett engelskt rymdmått för torra varor (till exempel spannmål) = 8 bushels = 64 gallons = 290,9 liter,
- en handelsvikt = 1/4 hundredweight = 2 stones = 28 pounds = 12,7 kg
- ett längdmått = 1/4 yard = 228,6 mm.[2]

## Namn
Termen kommer från latinets quartus (som betyder en fjärdedel) via franskan quart. Men även om det franska ordet quart har samma rot, betyder det ofta något helt annat. I synnerhet på kanadensisk franska kallas kvarten pinte, medan pinten kallas chopin.

## Historik
Eftersom liter av olika storlekar historiskt har varit i bruk, har motsvarande quart också funnits med olika storlekar.

## Definitioner och motsvarigheter

### Amerikanskt vätskemått
I USA har alla traditionella längd- och volymmått lagligen standardiserats för handel genom Internationell yard- and pound agreement från 1959, där definitionen av 1 yard är exakt lika med 0,9144 meter. Från denna definition härleds de metriska ekvivalenserna för tum, fot och miles, areamått och volymmått. Den amerikanska flytande litern motsvarar 57,75 kubiktum, vilket är exakt lika med 0,946352946 liter.
| 1 amerikansk flytande quart; | = | 1⁄4         | amerikansk flytande gallon |
|                              | = | 2           | amerikansk flytande pints  |
|                              | = | 4           | amerikansk flytande cups   |
|                              | = | 8           | amerikanska flytande gills |
|                              | = | 32          | amerikanska flytande uns   |
|                              | = | 57,75       | kubiktum                   |
|                              | ≡ | 0,946352946 | liter                      |
|                              | ≈ | 33,307      | imperial vätskeuns         |

### Amerikanskt rymdmått
I USA är torrkvarten lika med en fjärdedel av en amerikansk torr gallon, eller exakt 1,101220942715 liter.
| 1 amerikansk torrquart; | = | 1⁄32           | amerikansk bushel       |
|                         | = | 1⁄8            | amerikansk peck         |
|                         | = | 1⁄4            | amerikansk torr gallon  |
|                         | = | 2              | amerikanska torra pints |
|                         | = | 67,200625      | kubiktum                |
|                         | ≡ | 1,101220942715 | liter                   |
|                         | ≈ | 38,758         | imperial vätskeuns      |

### Imperial rymdmått
Den imperial quart, som används för både vätske- och torrkapacitet, är lika med en fjärdedel av en imperial gallon, eller exakt 1,1365225 liter. I Storbritannien får varor säljas per quart om motsvarande metriska mått också anges.
| 1 imperial quart; | = | 1⁄4      | imperial gallon       |
|                   | = | 2        | imperial pints        |
|                   | = | 40       | imperial vätskeuns    |
|                   | ≡ | 11365225 | liter                 |
|                   | ≈ | 69,355   | kubiktum              |
|                   | ≈ | 38,430   | amerikanska vätskeuns |

På kanadensisk franska benämns, enligt federal lag, imperial  quart pinte.

## Winchesterquart
Winchesterquart är ett arkaiskt mått  ungefär lika med 2 imperial quarts eller 2,25 liter. Flaskorna på 2,5 liter i vilka laboratoriekemikalier levereras kallas ibland för Winchester quart-flaskor, även om de innehåller något mer än en traditionell Winchesterquart. 

## Reputerad quart
Reputerade quart var ett mått lika med två tredjedelar av en imperial quart (eller en sjättedel av en imperial gallon), på cirka 0,7577 liter, vilket är mycket nära en amerikansk femtedel (0,757 liter).
Reputerad quart var tidigare erkänd som standardstorlek på vinflaskor i Storbritannien och är bara cirka 1 procent större än den nuvarande standardvinflaskan på 0,75 liter.